# Strategia nel backgammon
La strategia nel backgammon è il complesso delle valutazioni di mossa o cubo (dado del raddoppio) tese a massimizzare la probabilità di vittoria della partita: l'accuratezza dell'opzione scelta dipende dalla profondità dell'analisi.
L'analisi di una data situazione di gioco è lo studio delle conseguenze, nel breve e nel lungo termine, di ogni possibile alternativa: il livello di profondità di analisi e la sua correttezza dipendono esclusivamente dall'abilità del giocatore di discernere, valutare e relazionare parametri quali struttura, corsa e, nel caso del match play, il punteggio.
Corsa, blocco e attacco sono i tre modi coi quali è possibile vincere una partita: riconoscere le peculiarità delle strutture è indispensabile per pianificare il proprio gioco.

## Struttura
La struttura è l'attuale configurazione delle pedine in gioco.
Il prime e il blitz sono le strutture (formazioni) tipiche del backgammon:
- Il prime[3][6] è un blocco (struttura di contenimento) di quattro o più case consecutive tale da impedire, parzialmente o interamente, la fuga delle pedine intrappolate; il prime completo (full prime o 6-prime) è il prime costituito da 6 case consecutive.
- Il blitz[3][7] è l'attacco a tutto campo teso a mangiare e chiudere sul bar[3][8] quante più pedine avversarie possibili.

### Caratteristiche delle strutture
Nella fase di costruzione del gioco, le tipicità delle due formazioni possono sovrapporsi, rendendone ardua l'identificazione e la conseguente scelta strategica: è necessario comprendere la struttura dominante in base a determinate caratteristiche:

#### Prime
La struttura è compatta, connessa e flessibile: le punte occupate sono consecutive e i costruttori (builder) sono distribuiti in funzione dello sviluppo del prime: l'obiettivo è il prime completo, costituito da 12 pedine. 
Dato l'alto numero di pedine necessarie alla formazione del prime, è doveroso non formare case sui punti 1,2,3 della tavola interna (home board) e, genericamente, non oltrepassare con alcuna pedina l'ancora difensiva avversaria. I costruttori sono dislocati in modo tale da massimizzare le probabilità di creazione delle punte d'interesse: ciò esclude la presenza di pile, ovvero di singole punte occupate da più di 5 pedine. 
Il giocatore in possesso del prime è orientativamente indietro nella corsa quando contrapposto a una formazione da blitz.

#### Blitz
La struttura è allungata e disomogenea: la distribuzione delle pedine è funzionale alla chiusura della tavola interna e la costruzione delle case è disordinata. I costruttori sono concentrati su poche punte e non di rado formano pile: ciò comporta poca fluidità di manovra e, di conseguenza, la non predisposizione del blitz al gioco di contenimento. La formazione da blitz è riconoscibile per la costruzione precoce dei punti profondi della propria tavola interna. Il blitz ha il vantaggio della corsa sulla struttura da prime.

### Piano di gioco
Il passo successivo è il confronto tra le strutture e la conseguente scelta strategica (dal punto di vista del Giocatore1):
Giocatore1 contro Giocatore2

#### PrimecontroPrime
L'obiettivo è la costruzione ordinata delle punte interne distribuendo i costruttori in modo tale da ottimizzare la formazione della struttura di contenimento. Per contrastare il prime rivale, è consigliabile aprire i corridori (runner) nelle fasi iniziali di gioco, così da facilitare la creazione di un'ancora (anchor) avanzata per diminuire l'efficacia del blocco avversario.
Nel momento in cui le due strutture da prime risultano definite, è vitale capire quale sia la formazione vincente: il giocatore con il prime meno efficace ha la necessità di trovare alternative alla strategia sopra descritta. Le opzioni valide sono molteplici e tendono a sfruttare, quando non forzate, le qualità della propria struttura o le debolezze di quella rivale: la fuga dei corridori, l'apertura del proprio prime e la mangiata interna.

#### PrimecontroBlitz
Il piano di gioco è simile alla situazione precedente; difatti, la strategia principale rimane la costruzione ordinata del prime. La differenza sostanziale consiste nella maggiore aggressività con la quale si consegue l'obiettivo. Tanto è vero che si introduce la nozione di slot, ossia il posizionamento di una singola pedina su di una punta d'interesse con l'intenzione di coprirla al tiro successivo. In questo caso, il rischio di essere mangiati è bilanciato sia dall'importanza di poter chiudere una casa fondamentale per lo sviluppo del prime, la quale aumenterebbe il controllo della struttura sui corridori, sia dalla conformazione aperta e quindi non incline al contenimento tipica del blitz. Inoltre, non vi è alcuna necessità di muovere i corridori, poiché, contro un blitz, il possesso di un'ancora è prioritario rispetto al bisogno di avanzamento della stessa.

#### BlitzcontroPrime
Il mantenimento dell'iniziativa è essenziale per l'efficacia del blitz: l'opzione principale è l'attacco. Colpire le pedine avversarie accresce le probabilità di chiusura della tavola interna e, al contempo, impedisce al rivale di realizzare una struttura di contenimento efficace. Quando mangiare è impossibile, l'alternativa è la fuga dei corridori, in modo da sfruttare il vantaggio di corsa che il blitz ha sul prime.

#### BlitzcontroBlitz
Mantenere l'iniziativa è lo scopo di entrambi i giocatori. Per conservarla o ottenerla, è necessario portare sul bar quante più pedine nemiche possibili e, allo stesso tempo, costruire case interne per diminuire le probabilità di rientro. Difensivamente, l'ancora è la prerogativa: il suo posizionamento è ininfluente e ha il merito di rendere il blitz poco efficace, se non del tutto inutile.

## Corsa
La corsa (race) tiene conto essenzialmente solo del conteggio del pip count di entrambi i giocatori. Il giocatore con il pip count più basso risulta avanti nella corsa. Il pip count è un parametro fondamentale e assume valore strategico nel momento in cui almeno uno dei giocatori elude, o rende inefficace, il controllo della struttura avversaria.
La corsa pura (pure race) si definisce quando entrambi i giocatori hanno aggirato il controllo avversario e non rimane alcun contatto strutturale.
Il principio dell'8-9-12 regola l'azione di cubo (ovvero il raddoppio della posta in palio) nelle situazioni iniziali di corsa pura o di poco contatto: al giocatore che conduce la corsa conviene attivare il cubo, se non vi sono ancora stati raddoppi, nel momento in cui la differenza tra il suo pip count e quello dell'avversario supera l'8% del valore del proprio pip count; gli conviene proporre un raddoppio a 4 o superiore quando la differenza supera il 9%; al giocatore che insegue conviene accettare la proposta di raddoppio se la differenza non supera il 12%.

### Bear in
Il bear in è l'azione di avvicinamento e ingresso delle pedine nella propria tavola interna. L'ingresso in casa delle pedine deve essere funzionale alla levata delle stesse: coesistono il bisogno di ottimizzare la distribuzione interna e la necessità di iniziare la levata per primi. In presenza di un'ancora avversaria ben posizionata, nasce l'esigenza di saltare l'ostacolo minimizzando il rischio di lasciare pedine scoperte a contatto diretto con l'ancora. La soluzione è la costruzione di punti di appoggio nella propria tavola esterna, possibilmente consecutivi e iniziando dalla punta mancante più vicina all'ancora. In questo modo aumentano le possibilità di salvare le pedine lontane e diminuisce il pericolo di offrire opportunità di mangiata.

### Bear off
Il bear off è l'azione di levata delle pedine dal tavoliere, dopo che queste ultime sono state tutte portate all'interno della propria casa. Un bear off ottimale si costruisce disponendo le pedine in maniera ordinata dalla punta 1 verso la punta 6, e iniziando la levata dalla punta occupata più esterna; così facendo, diminuisce il rischio di creare buchi (punte non occupate) all'interno della struttura. Ciò è importante perché, in presenza di buchi, le possibilità di ottimizzare la levata scemano proporzionalmente alla posizione degli stessi.
La parte finale del bear off consiste nella levata delle pedine rimaste. Quando queste sono lontane dall'uscita, esiste una gerarchia che ne ordina la distanza, misurata in pip. La gerarchia si basa sul numero di combinazioni di dadi per le quali entrambe le pedine vengono levate. Per esempio, si prenda il caso del lancio di un 2-1 con sole due pedine rimaste rispettivamente sulle punte 6 e 5: le tre possibili soluzioni sono (5/3), (6/2) e (4/4). Nel primo caso la distanza tra le pedine è di 2 pip e le combinazioni favorevoli al tiro successivo sono 14; nel secondo la distanza è di 4 pip e le combinazioni sono 13; nel terzo, occupando la stessa punta, la distanza è 0 pip e le combinazioni sono 11. Il medesimo ragionamento è assimilabile per le combinazioni di distanza dispari. Seguendo l'esempio precedente, si lanci un 3-1: i tre scenari sono adesso (6/2), (6/3 5/4), (5/1). Nel primo caso la distanza è di 3 pip e le combinazioni favorevoli sono 19, nel secondo caso la distanza è di 1 pip e le combinazioni sono 17 e nel terzo caso la distanza è 5 pip e le combinazioni sono 15.

#### Le regole
In sintesi, levare è sempre corretto. In fase di bear in, per massimizzare la probabilità di levata, si favorisce una distribuzione interna bilanciata. Ciò significa che la formazione di pile è deleteria, poiché irrigidiscono la struttura aumentando la probabilità di formazione di buchi. In alcuni casi sfortunati, a causa dei buchi, accade di non poter togliere alcuna pedina: succede nella parte finale del bear off, quando le pedine rimaste sono poche. Nella fattispecie, la discriminante è la distanza tra le pedine, misurata in pip. L'intervallo di 3 pip è quello che offre la maggior quantità di combinazioni favorevoli per levare due pedine; a seguire gli intervalli di 1, 5, 2 e 4.

#### N tiri vs N tiri
La fase di bear off può concludersi anticipatamente in seguito a una ipotetica azione di cubo.
La seguente tabella indica la corretta azione di cubo per le situazioni pure di N tiri vs N tiri, ovvero quando le pedine sono tutte impilate sul punto 1 o comunque non esiste alcuna possibilità di mancare il tiro:
| G1 vs G2         | Azione di cubo              | G2%             |
| ---------------- | --------------------------- | --------------- |
| 2 tiri vs 2 tiri | Double / pass               | 14% (13,889%)   |
| 3 tiri vs 3 tiri | Double / pass               | 21% (21,219%)   |
| 4 tiri vs 4 tiri | (Re) Double / take          | 25,5% (25,474%) |
| 5 tiri vs 5 tiri | Double (no redouble) / take | 28% (28,255%)   |

La tabella utilizza come riferimento il take point classico del 25%; in match play il valore varia a seconda del punteggio. L'approssimazione semplifica l'utilizzo pratico dei valori di G2%
Quando la struttura presenta un buco, la nuova percentuale è calcolata sommando al valore d'interesse la percentuale di accadimento delle combinazioni che non permettono di levare almeno due pedine.
Si prenda l'esempio della figura Analisi bear off in cui tocca al nero, 2 tiri contro 2 tiri: la percentuale di riferimento è il 14%.
Le combinazioni che non permettono al nero di togliere almeno due pedine sono 6 su 36: 2-1, 1-2, 3-1, 1-3, 3-2, 2-3; il 16,667%.
Sommando 14% e 16,667% si ottiene un valore superiore al 25%: la decisione di cubo è double/take.

#### Calcolare la percentuale esatta
Con riferimento alla figura Analisi bear off, è possibile calcolare l'esatta probabilità di vittoria attraverso la valutazione dell'efficacia delle varie combinazioni. Le combinazioni di dadi si dividono in tre gruppi:
1. {\displaystyle 3} tiri (6-6, 5-5, 4-4) vincono immediatamente.
2. {\displaystyle 6} tiri (3-1, 3-2, 2-1) perdono immediatamente per via del conseguente raddoppio del rosso. Per ottenere la probabilità cubeless[22] (la fase di gioco in cui nessun giocatore può usare il cubo) indicata dal bot[23], si considerano le occorrenze per le quali il rosso non tira un doppio: 30 su 36, ovvero {\displaystyle {\frac {5}{6}}}; e il nero lo tira successivamente: 6 su 36, ovvero {\displaystyle {\frac {1}{6}}}. Pertanto si ottiene {\displaystyle 6\cdot {\frac {5}{6}}\cdot {\frac {1}{6}}=0{,}8{\overline {3}}} tiri vincenti per il nero.
3. {\displaystyle 27} tiri (i rimanenti) in cui il nero vince se il rosso non tira un doppio, quindi {\displaystyle 27\cdot {\frac {5}{6}}=22,5} tiri vincenti del nero.

La probabilità di vittoria cubeless del rosso è di {\displaystyle 1-{\frac {(3+0{,}833+22{,}5)}{36}}=1-{\frac {26{,}33}{36}}=26,85\%}
L'equity del nero, ovvero il valore della sua posizione, è calcolabile nel seguente modo:
- cubeless: {\displaystyle (1-0{,}2685)-0{,}2685=0{,}463}
- cubeful[25]: {\displaystyle {\frac {3+22{,}5}{36}}-{\frac {6+27\cdot {\frac {1}{6}}}{36}}=0{,}41{\overline {6}}}

## Holding game
L'holding game è la strategia difensiva che prevede la costruzione di un'ancora avanzata atta a ostacolare l'ingresso delle pedine avversarie nella tavola interna.
L'ancora controlla direttamente la porzione di tavola esterna fino a 6 pip di distanza. L'obiettivo è mangiare almeno una pedina avversaria sfruttando una eventuale scopertura.
L'ancora avanzata è tale quando occupa i punti 21, 20 o 18. Sui punti 24 e 23 si definisce arretrata. L'ancora sul 22 è un caso particolare, poiché assume entrambe le caratteristiche a seconda delle strutture in gioco.
L'holding game si manifesta nel momento in cui un giocatore costruisce l'ancora avanzata, mentre l'altro elude la guardia avversaria e salva i corridori: quest'ultimo ha solitamente il vantaggio di corsa. Conseguentemente, il pip count assume ruolo fondamentale sia nell'eventuale decisione di cubo sia nella scelta di mossa.
La tabella sottostante riassume i valori, in termini di pip count, entro i quali è corretta la decisione di cubo per entrambi i giocatori:
| Vantaggio in corsa di G1 | Azione di cubo G1 | Azione di cubo G2 |
| ------------------------ | ----------------- | ----------------- |
| 0-14                     | NO DOUBLE         | TAKE              |
| 15-22                    | DOUBLE            | TAKE              |
| +23                      | DOUBLE            | PASS              |

Il pip count è centrale anche per quanto concerne la strategia di mossa. Quando la punta lontana è a diretto contatto con l'ancora avversaria, l'opzione vincente in caso di ampio vantaggio di corsa (+15 pip) è la riduzione del contatto con l'ancora stessa, perseguendo un ingresso sicuro per minimizzare il rischio di scopertura. Nel caso il vantaggio in corsa sia inferiore a 15 pip assume valore la costruzione delle punte interne, col contemporaneo mantenimento di quelle case che bloccano e controllano l'uscita delle pedine avversarie.

### L'ancora sul 22
L'ancora sul 22 è un holding game di difficile interpretazione: ha il pregio, in confronto alle ancore 23 e 24, di mantenere aperta una possibilità di corsa, mentre ha il difetto, rispetto alle ancore 20 e 21, di controllare solo una parte della tavola esterna: ciò rende complicata la relativa azione di cubo.
La seguente tabella riporta la corretta azione di cubo per le tipologie di struttura più comuni: un full prime e i prime mancanti delle punte 7 o 9:
le posizioni di riferimento seguono tre presupposti:
- I corridori sono fuggiti.
- La distribuzione dei costruttori è decente, nessuna pila.
- Il possessore dell'ancora occupa il punto 13 (mid-point[3][28])

| Condizioni del prime | Pip minime per doppiare | Pip massime per accettare |
| -------------------- | ----------------------- | ------------------------- |
| Punti 7 e 9 aperti   | 8                       | 22                        |
| Punto 7 aperto       | Sempre un Double        | 19                        |
| Punto 9 aperto       | Sempre un Double        | 10                        |
| Full prime           | Sempre un Double        | Sempre un Pass            |

#### Ingresso e levata
L'ancora sul 22 controlla la tavola esterna fino al punto 9 avversario; ciò significa che metà tavola esterna è controllata indirettamente.
Quando il prime è ordinato e compatto, i punti d'appoggio consecutivi permettono un ingresso sicuro. 
Quando la struttura presenta mancanze, solitamente i punti 7 o 9, l'idea consiste nel liberare prima le punte a contatto diretto con l'ancora 22, e successivamente le pedine che occupano le punte 10 o 11. In questo modo si evitano scoperture nel raggio di controllo diretto dell'ancora.
Nel momento in cui finisce il bear in e inizia il bear off, le pedine sul 22 hanno la possibilità di correre con relativa facilità: ciò comporta una bassa percentuale di gammon vinti.  
Coerentemente, l'obiettivo è condurre una levata sicura per incassare il gioco singolo, minimizzando le probabilità di lasciare pedine a rischio mangiata e sfruttando il vantaggio di corsa. Inoltre, si accorcia la struttura alzando le punte ordinatamente, avendo cura d'iniziare dalla punta più esterna, solitamente il 6.

## Backgame
Il backgame è la strategia atta alla costruzione di una doppia ancora difensiva, tale da rendere problematici sia l'ingresso che l'uscita dalla tavola delle pedine avversarie: l'obiettivo consiste nel forzare la rottura della struttura rivale, colpire le pedine lasciate in presa ed eventualmente chiuderle sul bar.
Quando il giocatore in backgame colpisce una pedina avversaria, lo scopo diviene il controllo della pedina mangiata. Motivo per il quale si sviluppa la struttura nella tavola esterna, occupando le punte che minimizzano la possibilità di fuga della pedina rivale.

### Tempi di gioco (timing)
La buona riuscita di un backgame presuppone la ricerca di tempi di gioco vantaggiosi rispetto a quelli ottenuti dall'avversario.
Il timing è la durata, in termini di numero di lancio di dadi, per la quale il giocatore è in grado di mantenere saldi i propri punti di forza, obbligando il rivale a rompere punti chiave della struttura.
Il punto di contatto è il momento in cui ha inizio l'alzata delle pedine del prime: lo scopo del backgame è raggiungere il punto di contatto avendo mantenuto le pedine compatte e distanti dai punti profondi della propria tavola interna. Al contrario, il giocatore che contrasta il backgame mira a ritardare il momento del contatto. Il motivo risiede nell'alta probabilità di essere colpiti giocando contro una doppia ancora difensiva. Ne consegue che forzare l'avversario ad avanzare le pedine verso i punti profondi della sua tavola interna risulta decisivo: senza possibilità di costruire una casa interna forte o una struttura di contenimento solida, è improbabile controllare le pedine mangiate, le quali avranno campo libero per ricongiungersi con il resto della formazione.

### Pip count
Il pip count è un parametro utile per capire se il backgame ha un buon timing. La seguente tabella mostra il limite minimo, in termini di pip, per il quale è corretto accettare l'offerta di raddoppio:
| Tipo di backgame | Differenza minima |
| ---------------- | ----------------- |
| 5-4              | -4                |
| 5-3              | 27                |
| 5-2              | 32                |
| 4-3              | 37                |
| 4-2              | 43                |
| 3-2              | 48                |
| 3-1              | 59                |
| 2-1              | 87                |

La tabella ha valore se i seguenti presupposti sono verificati:
- Il giocatore che raddoppia ha un prime compatto e flessibile: i costruttori sono ben posizionati.
- Il giocatore che raddoppia ha posto ogni pedina in salvo e l'unico contatto fra le strutture è rappresentato dal prime contro la doppia ancora.
- Il giocatore in backgame possiede due ancore da due pedine ciascuna: nessun'altra pedina chiusa.
- Il giocatore in backgame non ha alcuna pedina persa sui punti interni della propria casa.

## Late hit
Late hit (letteralmente, colpo tardivo) è il termine tecnico con il quale si indica la situazione di gioco per la quale un giocatore colpisce una pedina del rivale mentre quest'ultimo è in fase di bear off. La probabilità che il cubo sia già attivo è alta, poiché l'ampio vantaggio di corsa è caratteristica consueta alla fase che precede il late hit.
La riflessione sul redouble inizia quando le fasi di chiusura della tavola interna e di ingresso delle pedine sono concluse. La valutazione del redouble si basa sulla distribuzione della struttura e sulla differenza di pedine tolte:
- Lo sviluppo della struttura è incentrato sul contenimento della pedina mangiata: la costruzione di un prime esterno consolida il controllo diretto e, al contempo, permette alle pedine arretrate di avvicinarsi alla zona d'interesse, aumentando sia le probabilità di potenziamento della struttura sia quelle di interrompere il tentativo di fuga. Lo scopo è chiudere la tavola interna bloccando la pedina sul bar.
- Le pedine che corrono sopra la struttura devono essere ben posizionate per rendere la struttura flessibile: una miglior distribuzione rende più probabile la chiusura delle punte utili al controllo e al contenimento del corridore e, in fase di bear off, rende la levata sicura ed efficace aumentando le opportunità di azionare il cubo.

La tabella mostra l'azione di cubo relativa a ogni differenza rilevante:
| Differenza pedine | Azione di cubo     |
| ----------------- | ------------------ |
| 4                 | Redouble / pass    |
| 5                 | Redouble / take    |
| 6                 | No redouble / take |

Le punte mancanti influiscono nel conteggio della differenza di pedine tolte; infatti, ogni buco nella struttura vale uno 0,5 da togliere al numero di pedine levate: si applica a entrambe le strutture.
Coerentemente con la tabella sopra riportata:
- una differenza di 4,5 comporta un redouble e una decisione al limite tra il take e il pass
- una differenza di 5,5 comporta una decisione al limite tra redouble e no redouble e un take

La distribuzione interna delle pedine determina le decisioni sulle situazioni marginali.

## Match play
Il match play è il sistema utilizzato per lo svolgimento dei tornei di backgammon. I giocatori si sfidano in partite a punteggi predeterminati. Il primo a raggiungere la quota prefissata è il vincitore. Gli incontri prevedono l'utilizzo del dado del raddoppio e si applica la Crawford rule (regola di Crawford).
Il punteggio di entrambi i giocatori, in fase di analisi, è indicato con i punti mancanti alla fine della partita: ad esempio, se il giocatore A conduce su B per 6 punti a 5 in una partita ai 9, il punteggio, dal punto di vista di A, è scritto 3-away,4-away.
La strategia nel match play dipende direttamente dal punteggio: il giocatore con più punti adotta un gioco conservativo per mantenere il divario, mentre l'altro controbatte con uno stile aggressivo per recuperare. Il livello di conservazione o di aggressione è proporzionale alla dimensione numerica del vantaggio o dello svantaggio. La cautela e l'aggressività si manifestano sia nel gioco di mossa sia nel gioco di cubo.

### 1away- 1away
La partita è costituita da un singolo gioco, quindi entrambi i giocatori hanno bisogno di un solo punto per vincere l'incontro. Pertanto il cubo del raddoppio è inutilizzabile e qualsiasi considerazione su gammon e backgammon inutile. Ne consegue che la scelta di soluzioni legate alla strategia del blitz risulta improduttiva nella fase iniziale di costruzione. Il metodo più semplice e diretto per vincere 1 punto è la formazione di una struttura compatta e flessibile, che permetta di contenere i corridori avversari e, al contempo, funga d'appoggio alle pedine lontane. Per questo motivo è preferibile puntare sul prime e sulla corsa, aprendo i propri corridori nelle fasi iniziali del gioco in cerca di un'ancora avanzata o di una fuga veloce. Tuttavia, quando è il rivale ad acquisire un'equity favorevole, mosse aggressive come la picchiata interna guadagnano considerazione. Le mangiate nella propria casa che lasciano all'avversario tiri diretti dal bar, quando questi è già in possesso di una propria struttura interna solida, sono solitamente evitate ad altri punteggi. In questo caso, l'attacco diretto può essere l'ultima spiaggia per ribaltare le sorti del gioco.
Il giocatore che è riuscito, per merito o fortuna, a conquistare un vantaggio solido, opterà per uno stile conservatore che promuove scelte di mossa posizionali e pure. Una mossa è posizionale quando crea una punta utile al contenimento o all'appoggio, e quindi favorisce prime e corsa. Una mossa è pura quando costruisce un punto importante della propria tavola interna. A questo punteggio, gammon e backgammon persi non hanno valore. Perciò scelte aggressive o iperaggressive appartengono al ventaglio delle opzioni del giocatore che insegue. Con mosse aggressive o iperaggressive s'intendono quelle soluzioni che colpiscono pedine avversarie in casa senza costruire la punta, lasciando le proprie sotto tiro diretto.

### 1away- 2away-Crawford game
Nel Crawford game il dado del raddoppio è inutilizzabile. Questo punteggio è il classico esempio di gammon-save contro gammon-go. L'1-away non ha alcun interesse nel vincere o nel perdere un gammon, motivo per il quale adotterà uno stile ultra conservatore. Una buona idea è la costruzione di un'ancora avanzata nelle fasi iniziali del gioco. Le strategie consigliate sono quindi la corsa e l'holding game, le quali hanno il pregio di limitare i gammon sia vinti sia persi. Il 2-away ha invece tutto l'interesse nel conseguire un gammon, mentre perderlo non influirebbe sull'esito finale della partita. In questo modo, la sua condotta di gioco verterà sulla ricerca di posizioni che aumentano la probabilità di una doppia naturale, fintanto che lo stile aggressivo non intacca l'opportunità di vincere il gioco singolo. Un buon stratagemma è impedire al rivale la costruzione di un'ancora avanzata, così da prevenire lo sviluppo di giochi di corsa o di holding. Le strategie indicate sono il blitz, lo scontro tra prime e il backgame, ovvero le opzioni che aumentano l'alea del gioco, e consequenzialmente la percentuale di gammon vinti.

### 2away- 3away
Il 2-away attiva il cubo solo se raggiunge una posizione estremamente forte, tale da indurre l'avversario a passare oppure ad accettare la proposta di raddoppio in condizioni di estremo svantaggio. Corsa, prime e holding game sono le tattiche che favoriscono un gioco sicuro e pulito, con percentuali di gammon persi relativamente basse. Il 2-away deve evitare posizioni gammonish e rifiuta il cubo rivale con più facilità rispetto al money game. Ciò significa che l'utilizzo del cubo del 3-away è leggermente più aggressivo del solito: è sufficiente un vantaggio strutturale che permetta di sfruttare le vittorie singole; difatti, grazie a una singola col cubo in gioco, il 3-away si trasforma in 1-away crawford, balzando dal 40,1% di probabilità di vittoria della partita al 67,7%. Per cui, nelle fasi iniziali del gioco, il 3-away può fare affidamento sul blitz ma senza rischi eccessivi.

### 2away- 4away
Il seguente è il punteggio che più enfatizza il concetto di gammon. I due giocatori adottano strategie definite: il 2-away ha estremo bisogno di costruire un'ancora avanzata nella prima parte del gioco, mentre l'altro deve impedirlo attaccando sin da subito. Il 4-away utilizza blitz, backgame e quant'altro aumenti l'alea alla ricerca di posizioni gammonish; l'utilizzo del dado del raddoppio è iperaggressivo, ovvero lo attiva nel momento in cui le potenzialità della sua struttura si manifestano. Perciò questo punteggio è caratterizzato da azioni di cubo precoci se il giocatore che insegue nel punteggio è favorito nel gioco in corso. Il 2-away rifiuta qualsiasi situazione per la quale l'avversario ha la possibilità di sviluppare un gioco potenzialmente gammonish: le probabilità di vittoria della partita del rivale passerebbero dal 33,1% del 4-away al 40,1% del 3-away, una differenza relativamente trascurabile se confrontata col rischio di accettare una situazione sulla carta gammonish; e attiva il cubo solo nella parte finale del gioco, quando il rischio gammon è scongiurato e il contatto con la struttura avversaria è minimo.

### Testi in italiano
- Dario De Toffoli, Il Grande libro del Backgammon. Storia, regole, tecniche, attualità., a cura di Carlo Melzi e Chiva Tafazzoli, Stampa Alternativa, 2008, ISBN 978-88-6222-035-4.
- Paul Magriel, Backgammon, a cura di R.Gatti e L.Rusca, The Swiss Backgammon Group, 2009, ISBN 978-88-903997-0-1.

### Testi in inglese
- Marc Brockmann Olsen, Backgammon-Pure Strategy, CreateSpace Independent Publishing Platform, 2017, ISBN 978-1-5396-4036-3.
- Walter Trice, Backgammon Boot Camp, San Francisco, The Fortuitous Press, 2004, ISBN 978-0-943292-32-8.
- Bill Robertie, Backgammon for serious players, New York, Cardoza Publishing, 2003, ISBN 978-1-58042-077-8.

### Siti di approfondimento in italiano
- Il forum del backgammon italiano

### Siti di approfondimento in inglese
- (EN)  Il forum mondiale del backgammon
- (EN)  Backgammon Galore!